# Макфадден, Реджинальд
Реджинальд Макфадден (англ. Reginald Mcfadden; 23 февраля 1953, Филадельфия, штат Пенсильвания — 6 марта 2023, Тюрьма «Wende Correctional Facility», штат Нью-Йорк) — американский серийный убийца. В 1994 году Макфадден совершил серию убийств и изнасилований на территории округов Роклэнд и Нассо (штат Нью-Йорк). В 1996 году он был приговорен к уголовному наказанию в виде пожизненного лишения свободы. Серию убийств Реджинальд Макфадден совершил в течение 92 дней после того как он получил условно-досрочное освобождение и вышел на свободу, отбыв в тюрьме 25 лет по обвинению в убийстве женщины, которое он совершил в несовершеннолетнем возрасте. Дело Макфаддена  привело к изменению законоположений и процессуальных норм, регламентирующих процедуру помилования несовершеннолетних преступников  в штате Пенсильвания. На основании законодательных актов закрепляющих  порядок рассмотрения ходатайств о помиловании лиц осужденных за уголовные преступления, после осуждения Макфаддена в 1996 году, губернатор штата Пенсильвания мог вынести указ о помиловании только после единогласного голосования членов комиссии по условно-досрочному освобождении.

## Биография
Реджинальд Макфадден родился 23 февраля 1953 года в городе Филадельфия (штат Песильвания). Имел 9 братьев и сестер, из-за чего семья испытывала материальные трудности. Отец Реджинальда через несколько лет после его рождения ушел из семьи, после чего его мать начала сожительствовать с другим мужчиной по имени Джеймс Вудс. Мать и отчим Реджинальда вели маргинальный образ жизни, благодаря чему Реджинальд  рос в социально-неблагополучной обстановке. В раннем детстве Макфадден подвергался агрессии со стороны отчима, который в воспитательных целях избивал его электрическим кабелем за совершение различных проступков, вследствие чего у него не сложилось близких отношений с родственниками и он предпочитал проводить время в доме своей бабушки, которая проявляла о нем заботу. Семья Макфаддена проживала в одном из районов Филадельфии,  населённым в основном  цветными меньшинствами и прочими деклассированными элементами, которые вели криминальный образ жизни, имели низкий социальный статус и низкий уровень образования. В начале 1960-х Реджинальд потерял интерес к учебному процессу и бросил школу. Большую часть своего свободного времени он начал проводить на улице, которая как социально-педагогическая среда существенно повлияла на формирование его личности. Совместно со своими старшими братьями Гордоном и Виктором, он вступил в одну из подростковых уличных банд, после чего начал вести криминальный образ жизни. С начала 1960-х по декабрь 1969 года Реджинальд Макфадден и его братья арестовывались полицией Филадельфии в общей сложности 17 раз по обвинению в совершении различных правонарушений. В ноябре 1969 года Реджинальд был арестован в Нью-Йорке по обвинению в угоне автомобиля и помещен в окружную тюрьму. Однако его матери удалось добиться освобождения Реджинальда под залог по этому обвинению, после чего он вернулся в Филадельфию.

## Убийство Сони Розенбаум
В ночь на 7 декабря 1969 года 16-летний Макфадден совместно с тремя другими подростками проник в квартиру 66-летней Сони Розенбаум. Проникнув в дом, преступники связали женщину и начали угрожать ей физической расправой, после чего она указала им расположение тайника с деньгами и ювелирными украшениями. Макфадден и его сообщники в ходе ограбления вставили Соне Розенбаум в рот кляп, от которого она задохнулась и умерла. После совершения преступления сообщники Макфаддена не соблюдали политику конфиденциальности, благодаря чему о совершении убийства и ограбления вскоре были проинформированы уличные осведомители, на основании чего они были арестованы и дали показания против Макфаддена. В ходе обыска их домов полиция обнаружила ювелирные украшения и ряд других предметов, представляющих материальную ценность, которые были опознаны родственниками Сони Розенбаум как принадлежащие ей. Рано утром 11 декабря 1969 года полиция явилась к дому Реджинальда Макфаддена. При содействии своей матери он покинул дом через окно своей спальни, но был арестован полицией при попытке бегства на улице. Во время обыска дома сотрудники правоохранительных органов обнаружили больше 600 долларов, происхождение которых Макфадден и его мать не смогли объяснить. Реджинальду было предъявлено обвинение в совершении кражи и убийства по предварительному сговору.
В 1970 году он был признан виновным по всем инкриминируемым ему обвинениям, после чего суд назначил ему уголовное наказание в виде пожизненного лишения свободы без права на условно-досрочное освобождение. Будучи несовершеннолетним, во время отбывания наказания в тюрьме Макфадден в начале 1970-х подвергался физическим нападкам и попыткам изнасилования со стороны других заключённых, вследствие чего в период с 1970 по 1984 год он принимал участие во множестве драк и подвергался дисциплинарным взысканиям со стороны администрации учреждения. С целью избежать конфликтов в середине 1970-х Реджинальд Макфадден научился самообороне, начал регулярно читать религиозную газету, переписываться с членами «Нации ислама» и задумываться о своей духовной жизни. В конце 1970-х Макфадден под влиянием духовных наставников сменил религию, перешёл в ислам и начал принимать участие в различных программах по реабилитации преступников. В 1977 году его адвокаты составили апелляционный документ и подали апелляцию, утверждая что арест Макфаддена в 1969 году был произведён с нарушениями закона. Апелляционный суд нашёл в его деле уголовно-процессуальные ошибки, но признал их незначительными и никак не повлиявшими на вынесение окончательного вердикта о его виновности, вследствие чего апелляция была отклонена. В начале 1980-х Реджинальд получил диплом об окончании школы и окончил один из колледжей, получив образование в области психологии, арбористики и парикмахерского искусства. Начиная с 1984 года, Реджинальд Макфадден начал подавать прошения о помиловании в адрес губернатора штата Пенсильвания.
В 1992 году он подал своё 8-е прошение о помиловании, которое было удовлетворено. К этому времени Макфадден почти 8 лет не подвергался дисциплинарным взысканиям со стороны администрации тюремных учреждений, оказал весомый вклад в подавлении беспорядков среди заключённых в тюрьме «Camp Hill State Correctional Institution» в 1989 году, успешно прошёл множество программ по реабилитации несовершеннолетних преступников и заработал положительные характеристики от психологов и сотрудников 7 тюрем, где ему довелось отбывать своё наказание. Помимо доказательств того, что он стал на путь исправления и готов для возвращения в обществу, Реджинальд Макфадден предоставил показания пяти волонтёров из различных движений по оказанию помощи осуждённым в процессе их социальной реабилитации в обществе, которые обязались предоставить Реджинальду жильё и работу на территории штата Нью-Йорк в случае его освобождения. 27 августа 1992 года комиссия по условно-досрочному освобождению, состоящая из пяти членов, большинством голосов проголосовала за смягчение уголовного наказания Макфаддену, после чего направила своё решение губернатору штата Пенсильвания Роберту Кейси. Одним из условий условно-досрочного освобождения для Макфаддена являлось проживание в учреждении социальной реабилитации для лиц с тюремным прошлым на протяжении двух лет после освобождения. Проживание в подобных условиях позволяло бывшим заключённым социально адаптироваться к самостоятельной жизни в обществе, однако Роберт Кейси подписал указ о помиловании Макфаддена только лишь летом 1994 года. В связи с этим обстоятельством Макфадден был освобождён от выполнения условий. Он вышел на свободу 7 июля 1994 года, после чего покинул территорию штата Пенсильвания и переехал на территорию штата Нью-Йорк. Члены исламской организации под названием «Ирфан» предоставили ему работу и жильё на боро Манхэттен. Макфадден устроился продавцом в книжный магазин под названием «Pak Books», который принадлежал Чарльзу Кэмпбеллу. Через несколько недель после освобождения между Кэмпбеллом и Макфадденом произошёл конфликт, когда Макфадден переместил книги с «Кораном» с низких полок на более высокие. В ходе конфликта Реджинальд Макфадден подвергся оскорблениям и психологическому давлению со стороны членов организации, вследствие чего он уволился с работы. В этот период Макфадден обратился за помощью и поддержкой к своим волонтёрам, однако они не оказали ему помощи и прекратили с ним отношения, благодаря чему в конце августа Макфадден переехал в город Мэдисон, (штат Нью-Джерси), где он устроился продавцом в одном из продуктовых магазинов. Однако в сентябре того же года Реджинальд был вынужден уволиться из магазина, после того как Макфадден выразил недовольство тем обстоятельством, что продукты не соответствовали мусульманским диетическим стандартам, как было указано в описании к ним. В конце сентября 1994 года он устроился психологом-консультантом в «Академию Эдвина Гулда», расположенную в городе Честнат-Ридж (штат Нью-Йорк), которая являлась интернатом, где проходили обучение подростки из социально-неблагополучных семей, ведущие криминальный образ жизни. В этом учреждении Реджинальд Макфадден проработал вплоть до своего ареста.

## Серия убийств в 1994 году
Реджинальд Макфадден был арестован на территории округа Рокленд (штат Нью-Йорк) 6 октября 1994 года по подозрении в совершении изнасилования женщины и совершения как минимум двух убийств.  Ему было предъявлено обвинение в совершении изнасиловании 55-летней Джереми Браун, жительницы города Южный Найк (штат Нью-Йорк), которая была похищена, избита и подвергнута сексуальному насилию со стороны Макфаддена на протяжении 5 часов 6 сентября 1994 года. Жертва утверждала, что угрожая ей оружием Макфадден вынудил ее снять со своей банковской карты в разных банкоматах 500 долларов. В ходе расследования полиция обнаружила изображение Макфаддена на видеозаписи, сделанной одной из камер видеонаблюдения, установленной на здании рядом с одним из банкоматов. Впоследствии жертва изнасиловании на оснвоании предъявленной ей видеозаписи уверенно идентифицировала Макфаддена в качестве своего насильника. Помимо этого ему было предъявлено обвинение в совершении убийства сопряженным с изнасилованием - 78-летней Маргарет Кирер, которая была зарезана и ограблена на территории города Флорал-Парк (штат Нью-Йорк) 27 сентября 1994 года. После совершения преступлений Макфадден похитил у своих жертв кредитные карты, которые впоследствии использовал для оплаты покупок в магазинах в течение нескольких дней. Во время ареста Макфадден находился за рулем автомобиля, который принадлежал 42-летнему Роберту Силку, который пропал без вести 6 сентября 1994 года недалеко от своего дома в городе Элмонт, (штат Нью-Йорк), после чего Макфадден стал основным подозреваемым в причастности к его исчезновению. Скелетированные останки  Роберта Силка были обнаружены 10 марта 1995 года на территории округа Рокленд недалеко от «Академии Эдвина Гулда», где работал Макфадден, после чего Макфаддену было предъявлено обвинение в его убийстве.  По версии следствия, 42-летний Силк вероятно остановился, чтобы помочь Макфаддену, чей автомобиль сломался на парковке одного из супермаркетов и находился там в течение нескольких дней после исчезновения Силка. В ходе расследования было установлено, что  Макфадден незадолго до ареста также был замечен в одном из магазинов с банковской картой Силка, которую он использовал для оплаты покупок.

## Судебные процессы
Согласно стратегии судебного преследования, по ходатайству прокуратуры округов Рокленд, суд принял решение о проведении трех отдельных судебных процессов. Судебный процесс по обвинению Реджинальда Макфаддена в совершении похищения и изнасилования 55-летней Джереми Браун открылся 2 августа 1995 года на территории округа Рокленд. Макфадден отказался от услуг адвоката, назначенного ему государством и выразил желание на судебном процессе защищать себя самому. Жертва дала в суде показания против Макфаддена заявив, что  21 сентября 1994 года он совершил на нее нападение в тот момент, когда она выходила из своего дома с целью выброса мусора. Согласно ее словам, в течение пяти последующих часов Реджинальд ее три раза изнасиловал, несколько раз избил, после чего надел ей на голову мешок, посадил на заднее сидение автомобиля и отвез к различным банкоматам, находящихся на территории округа Рокленд, где под угрозой оружия вынудил ее снять с банковской карты 500 долларов. Макфадден угрожал ей убийством, с целью чего отвез ее обратно в дом, где связал и уложил на кровать, после чего покинул дом. Жертва изнасилования утверждала, что пролежала в таком состоянии несколько часов, прежде чем ей удалось частично освободиться от пут и дозвониться родственникам, которые приехали к ней и оказали ей помощь. Во время перекрестных допросов в ходе одного из судебных заседаний она уверенно опознала Реджинальда Макфаддена в качестве своего насильника, однако Макфадден свою вину не признал. Он утверждал что ювелирные украшения Джереми Браун, которые обнаружили в его квартире сотрудники правоохранительных органов после его ареста - передали ему его друзья-мусульмане, которые попросили его сдать их в ломбард с целью получения денег для передачи боснийским мусульманам, которые воевали на Войне в Боснии и Герцеговине.
25 августа 1995 года жюри присяжных заседателей признало Макфаддена виновным в совершении изнасилования Джереми Браун, после чего 7 сентября 1995 года Макфадден был приговорен к уголовному наказанию в виде 70 лет лишения свободы с правом условно-досрочного освобождения по отбытии 25 лет тюремного заключения, после чего он был этапирован на территорию округа Нассо, где начался судебный процесс по обвинению Макфаддена в совершении убийства Маргарет Кирер. 27 сентября он признал свою вину в совершении убийства Кирер, заявив что совершил на нее нападение будучи в приступе гнева, когда заблудился пытаясь найти дорогу к железнодорожной станции. В октябре Макфадден получил в качестве уголовного наказания пожизненное лишение свободы с правом условно-досрочного освобождения. В качестве последнего слова Реджинальд Макфадден заявил следующее:
«Приговорите меня к тысяче лет. Это не будет иметь никакого значения»
.
После этого Реджинальд Макфадден был снова этапирован на территорию округа Рокленд, где состоялся судебный процесс по обвинению его в совершении убийства Роберта Силка. 20 марта 1996 года он был признан виновным по всем инкриминируемым ему действиям, после чего суд приговорил его к еще одному сроку в виде пожизненного лишения свободы с правом условно-досрочного освобождения по отбытии 25 лет лишения свободы.
После вынесения приговора за убийство Роберта Силка, Рджинальд Макфадден заявил судье следующее:
Не забудьте Дану ДеМарко»
. 
Скелетированные останки 39-летней Даны ДеМарко были обнаружены 26 марта 1995 года на территории города Честнат-Ридж, где работал Макфадден. Доктор Фредерик Т. Цугибе, главный судмедэксперт округа Рокленд, заявил, что она была убита в конце 1994 года. На костях ее черепа и шейных позвонков были обнаружены трещины, которые явились следствием ударов тупым предметом и удушения. Макфадден после заявления стал основным подозреваемым в совершения ее убийства, но он отказался от сотрудничества со следствием и ему не было предъявлено обвинение в совершении убийства ДеМарко из-за недостатка очевидных доказательств его виновности. По версии следствия, настоящее количество жертв Макфаддена осталось неизвестным и он несет ответственность за совершение еще ряда убийств, так как после его ареста в его апартаментах полиция обнаружила ювелирные украшения, происхождение которых так и осталось неустановленным.

## Последующие события
Дело Макфаддена получило широкую огласку в СМИ и вызвало широкий общественный резонанс. В течение всего 1995 года продолжался интенсивный период самоанализа со стороны чиновников, которые пытались объяснить, каким образом Реджинальд Макфадден получил условно-досрочное освобождение и по какой причине снова стал убивать. Так как обстоятельства условно-досрочного освобождения Макфаддена были отмечены бюрократической двусмысленностью и откровенной путаницей, с целью защиты общественности от грозящей опасности в будущем, в штатах Пенсильвания и Нью-Йорк возникли дискуссии о проблемах реабилитации и социальной реинтеграции осуждённых, об их правах и о проблемах безопасности граждан от воздействия преступности. Так как на момент совершения первого убийства Реджинальд Макфадден являлся подростком, в штатах Пенсильвания и Нью-Йорк возникли дебаты о ведении в школах целенаправленной работы по выявлению причин, которые способствовали совершению преступлений несовершеннолетними, и соответственно причин роста подростковой преступности, а также по организации индивидуальной профилактической и коррекционно-реабилитационной работы с подростками, совершившими преступления, так как подростки в силу возраста были признаны лицами, у которых не до конца сформировано чувство ответственности и понимания серьёзности происходящего. Жертва Макфаддена — Джереми Браун встретилась с генеральным прокурором штата Нью-Йорк Деннисом Вакко, при содействии которого впоследствии был принят ряд реформ по изменению законоположений, регламентирующих работу комиссий по условно-досрочному освобождению и порядок подачи ходатайств об условно-досрочном освобождении со стороны осуждённых. В свою очередь, губернатор штата Пенсильвания 1 июня 1995 года подписал законопроект, требующий, чтобы условно-досрочно освобождённые лица с насильственным уголовным прошлым после освобождения проводили не менее одного года в центре предварительного освобождения и еженедельно в течение шести месяцев находились под надзором офицеров по пробации.
После осуждения Макфаддена ряд чиновников штата Пенсильвания были подвергнуты общественному осуждению, а их действия критике. Во время расследования было установлено, что, прежде чем проголосовать за освобождение Реджинальда Макфаддена в 1992 году, пять членов комиссии по условно-досрочному освобождению никогда не встречались и не разговаривали с ним, а своё решение о его освобождении приняли в течение нескольких минут, основываясь на документах — благоприятных психологических и тюремных отчётах, после чего отпустили его на территорию другого штата под покровительство пяти волонтёров, трое из них были старше 65 лет и не имели опыта в работе по ресоциализации бывших осуждённых. Председатель комиссии по условно-досрочному освобождению Марк Сингел отверг все обвинения в свой адрес и заявил, что за прошедшие десятилетия Реджинальд Макфадден стал единственным осуждённым в истории штата Пенсильвания, который после получения условно-досрочного освобождения совершил серию убийств, сопряжённую с сексуальным насилием. Тем не менее репутация Сингела была подорвана, вследствие чего он снял свою кандидатуру в борьбе за пост губернатора штата Пенсильвания.
На законодательном уровне штат Пенсильвания впоследствии принял ряд законов, закрепляющих порядок рассмотрения ходатайств о помиловании лиц, осуждённых за уголовные преступления. После принятия законов губернатор штата мог вынести указ о помиловании только после единогласного голосования членов комиссии по условно-досрочному освобождению, в то время как решение об освобождении Макфаддена было принято большинством голосов, а рекомендация об освобождения пролежала на столе губернатора Роберта Кейси год и семь месяцев, пока он не подписал ее 15 марта 1994 года. После огласки этого факта Роберт Кейси был обвинён в некомпетентности. Выступая от его имени, Ричард Д. Шпигельман, его бывший главный юридический консультант, заявил общественности о том, что на тот момент у Кейси было огромное количество невыполненных работ, и ему не хватило времени для того, чтобы  добраться до дела Макфаддена. Сам Кейси в качестве своего оправдания заявил общественности о том, что не мог уделить время изучению рекомендации об освобождении Макфаддена из-за своих проблем со здоровьем. Роберт Кейси рассматривался как кандидат от демократической партии на выборах президента США в 1996 году, но из-за серии убийств Макфаддена и общественного резонанса был вынужден завершить политическую карьеру.

## Смерть
После осуждения все последующие годы жизни Реджинальд Макфадден провел в разных пенитенциарных учреждениях на территории штата Нью-Йорк. В конце 2010-х у него начались проблемы со здоровьем, от осложнений которых он умер 6 марта 2023 года на территории тюрьмы «Wende Correctional Facility».

## В массовой культуре
В 2009 году 56-летнего Реджинальда Макфаддена посетили в тюрьме журналисты. Он дал интервью бывшему профилировщику ФБР Марку Сафарику, которое было показано в документальном сериале «Criminal Mindscape». Во время интервью Макфадден поведал свою версию событий, при которых были совершены преступления, за которые он был осужден. Он приуменьшил свою роль в совершении убийства Сони Розенбаум в 1969 году, заявив что женщина умерла в результате несчастного случая и он должен был быть осужден по обвинению в непредумышленном убийстве и получить незначительное уголовное наказание по причине своего несовершеннолетия. Одну из своих жертв - Роберта Силка он охарактеризовал как гомосексуалиста, которые совершил на него нападение, вследствие чего Макфадден якобы убил его в ходе самообороны. В то же время Макфадден заявил Марку Сафарику о том, что за десятилетия тюремного заключения в его психике произошли необратимые последствия. Он поведал о том, что является сторонником идеи превосходства афроамериканцев над белыми и представляет опасность для общества.